# دیتر لوست
 دیتر لوست (انگلیسی: Dieter Lüst؛ زاده ۲۱ سپتامبر ۱۹۵۶) یک فیزیک‌دان اهل آلمان است.